# Панё-нонсанмуль-сиджан
«Панё-нонсанмуль-сиджан» (кор. 반여농산물시장역 — Сельскохозяйственный рынок Панё) — подземная станция Пусанского метро на Четвёртой линии. Она представлена двумя боковыми платформами. Станция обслуживается Пусанской транспортной корпорацией. Расположена у одноименного рынка в квартале Соктэ-дон (507-1 Seokdae-dong) административного района Хэундэгу города Пусан (Республика Корея). На станции установлены платформенные раздвижные двери.
Станция была открыта 30 марта 2011 года.
Открытие станции было совмещено с открытием всей Четвёртой линии, длиной 10,8 км, и еще 13 станций.